# Monimiaceae
Monimiaceae — родина квіткових рослин ряду лавроцвітих. Він тісно пов'язаний з родинами Hernandiaceae і Lauraceae. Він складається з чагарників, невеликих дерев і кількох ліан тропіків і субтропіків, переважно в південній півкулі. Найбільшим центром різноманітності є Нова Гвінея, де налічується близько 75 видів. Меншими центрами різноманітності є Мадагаскар, Австралія та неотропіки. В Африці є один вид, Xymalos monospora, як і в Південному Чилі (Peumus boldus). Кілька видів поширені в Малезії та південно-західній частині Тихого океану. Містить приблизно 22 роди й 200 видів.